# 亚历山大·马特洛索夫

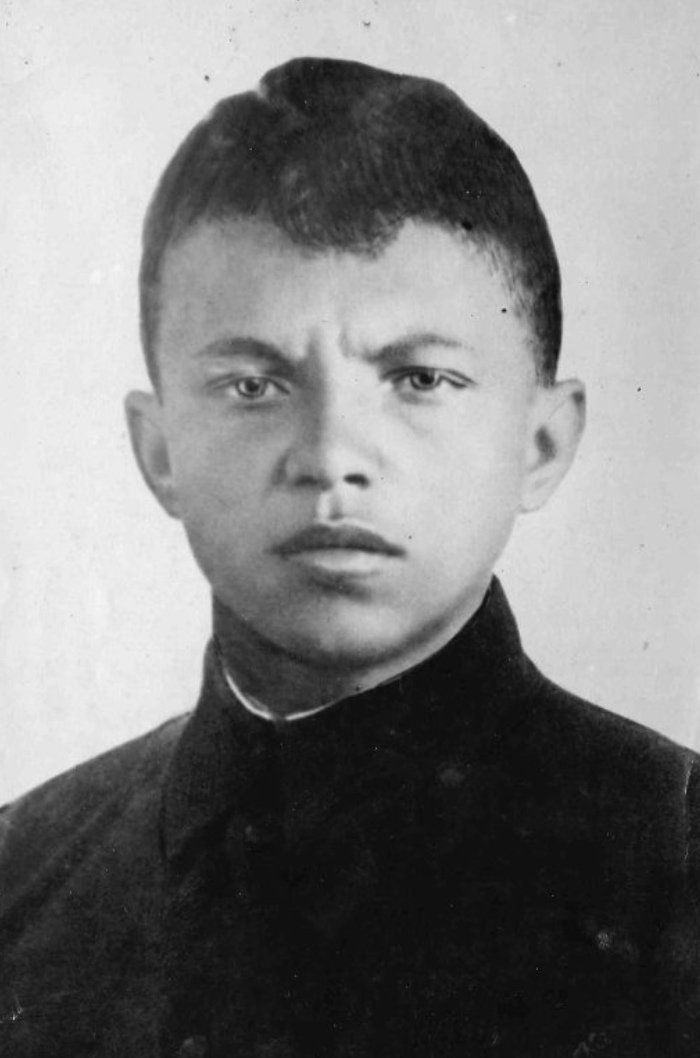
亞歷山大·馬特維耶維奇·馬特羅索夫

亚历山大·马特维耶维奇·马特洛索夫（俄语：Алекса́ндр Матве́евич Матро́сов，1924年2月5日—1943年2月22日或27日）是一名苏军士兵。据苏联官方文章，他用胸口堵住了德军火力点的机枪口，由此获得苏联英雄称号。

## 生平
他生于德聂伯罗彼得洛夫斯克的工人家庭。幼失父母，在乌里扬诺夫斯克州伊凡诺夫儿童教养院和乌发市的儿童劳动营中长大。1942年10月参加苏联红军，入步兵学校学习，加入了共青团，不久被编入第56近卫射击师第254团，在加里宁斯克前线作战。1943年2月23日在争夺车尔鲁斯基村的战斗中牺牲，同年6月19日被追赠“苏联英雄”称号。

## 质疑
后苏联时代质疑的声音出现，一些来源说他是不小心摔倒的。
M. J. Broekmeyer说他是在试图拉扯德军机枪时被德国人反拉到枪口前的，而且他的死期被移到了22日以和苏联红军建军日相符。还有一种说法是他爬上了地堡顶然后被打死倒下正好堵住了通风口，于是德国人只好先停止射擊去移除他的遺体。据他所在的侦察连连长拉扎列夫口述指稱马特洛索夫其實是在试图往里面扔手榴弹时踩到了弹壳而滑倒的，他还说人体不可能对机枪射击造成真的阻碍。

## 文化
1947年苏联拍摄了电影《列兵亚历山大·马特洛索夫》，在中国由东北电影制片厂翻译为中文以“普通一兵”的名称发行。